# Karl-Axel Ekbom
Karl-Axel Ekbom (* 23. September 1907 in Göteborg; † 15. März 1977 in Uppsala) war ein schwedischer Neurologe. Auf ihn geht der heute gebräuchliche Name für das Restless-Legs-Syndrom zurück, das er in mehreren Fallserien beschrieb und untersuchte.

## Leben
Ekbom wurde als Sohn eines Allgemeinmediziners in Göteborg geboren. Er schloss sein Medizinstudium am Karolinska-Institut 1934 ab und war anschließend in Krankenhäusern in Göteborg und Stockholm tätig. 1945 wurde er mit einer Arbeit über das Restless-Legs-Syndrom promoviert. Von 1937 bis 1958 war er Neurologe am Serafimerlasarettet in Stockholm. Von 1945 bis 1957 hatte Karl-Axel Ekbom eine Neurologie-Professur am Karolinska-Institut inne. 1958 wurde er erster Lehrstuhlinhaber für Neurologie an der Universität Uppsala. 1974 ging Ekbom in den Ruhestand.
Ekbom war seit 1931 verheiratet und Vater von drei Söhnen, darunter der Neurologe Karl Ekbom junior.

## Wirken
1945 prägte Ekbom in seiner Promotion die Bezeichnung „Restless-Legs-Syndrom“, eine Erkrankung, die er in Fallserien untersucht hatte, und die zeitlebens einen Schwerpunkt seines Interesses darstellte.
Der von ihm 1938 beschriebene Dermatozoenwahn wird mitunter als „Ekbom-Syndrom“ bezeichnet.

## Schriften (Auswahl)
- K. A. Ekbom: Asthenia Crurum Paraesthetica (“Irritable legs”). In: Acta Med Scand. 118, 1944, S. 197–209.
- K. A. Ekbom: Restless legs. In: Acta Med Scand. 158 (Suppl), 1945, S. 1–123.
- K. A. Ekbom: Restless legs syndrome. In: Neurology. Band 10, September 1960, S. 868–873, ISSN 0028-3878. PMID 13726241.